# El bulevard del rom
El bulevard del rom (títol original en francès: Boulevard du rhum) és una pel·lícula franco-italo-espanyola dirigida per Robert Enrico, del 1971. Ha estat doblada al català.

## Argument
1925: la Prohibició (1919-1933) s'aplica als Estats Units. Al llarg de les aigües internacionals, sobre la línia de les 3 milles a partir de les costes US (el Rum Row: el "Passeig del Rom"), els vaixells carregats d'alcohol dels rum-runners esperen que els bots ràpids vinguin a emportar-se'l lliurement. El vaixell de Cornelius van Zeelinga (un valent capità, busca-raons, fort però no gaire viu…), vingut de Jamaica amb un carregament de rom, és enfonsat pels guardacostes americans. Cornelius se'n surt, passa a Mèxic… És albergat en una fonda (gargote). El patró li proposa "jugar al cec". El joc consisteix a cobrar per servir de blanc: en un paller fosc, una dotzena de tiradors amagats han comprat el dret de disparar-li cadascun un tret de revòlver. Cornelius hi juga diverses vegades, i, ferit però ric, torna a Jamaica a la barra d'un vaixell petit, The Lady of my heart. El traficant Sanderson l'espera per confiar-li un nou carregament de rom, però Cornelius entra en un cinema i veu una pel·lícula muda de Linda Larue. S'enamora de l'actriu, i deixant el contraban, la persegueix a través dels ports que voregen el Golf de Mèxic. Trobarà fortuïtament Linda en una platja deserta…
Els exteriors tropicals (platges, mar, ciutats kitsch de les Antilles Angleses) revaloren la pel·lícula. Lino Ventura (còmode en les baralles i els concursos de festa…) és esborrat per Brigitte Bardot en la seva trentena flexible i resplendent (no interpretarà després més que 3 pel·lícules, i aturarà la seva carrera el 1973…). Cal destacar-ne nombrosos segons papers de valor, com Ronald (Guy Marchand), l'amant de Linda - Jess Hahn com a capità rum-runner - Lord Hammond, etc.
Les escenes notables: el "joc del cec" - la reconstitució de les festes dels feliços anys vint als hotels de gran luxe tropicals de les West-Indies - la trobada de Lord Hammond (disfressat de Lord Horatio Nelson, a la barra de la seva goleta) i de Linda mentre que el Lady és pres en caça pels US Coast Guards a l'altura d'Haití - el matrimoni de Linda amb el Lord, i la seva cançó d'adéu - el duel al sabre entre Lord Hammond i Cornelius, "que l'ha deshonrat amb Linda" - la baralla dels rum-runners alliberats de presó: començant en un saloon, evoluciona al carrer i els bars veïns, en la tradició dels westerns de Ford...

## Repartiment
- Lino Ventura: Cornelius van Zeelinga
- Brigitte Bardot: Linda Larue
- Bill Travers: Sanderson
- Clive Revill: Lord Hammond
- Jess Hahn: Piet (Big Dutch)
- Antonio Casas: Wilkinson
- Andréas Voutsinas: Alvarez
- Guy Marchand: Ronald
- Jack Betts: Renner
- Roger Jacquet: Loisel
- Marc Eyraud: el toubib
- Stéphane Fey: Searle
- Joe Turner: Mac Allistair
- Robert Lombard: Remus
- Henry Czarniak: Cantacas
- Frédéric Santaya
- José Jaspe
- José María Caffarel: el notari
- Vicente Roca: Eusebio
- Marc Dudicourt: l'escenògraf
- Albert Simono: Evans
- Philippe Rouleau: un convidat
- Bob Asklöf: un convidat
- Van Doude: un convidat
- Cathy Rosier: Diana
- Ursula Kubler: Jenny
- Lucienne Hamon: una convidada
- Tanya Lopert: Zelda
- Florence Giorgetti: una convidada
- Saturno Cerra
- Manuel de Blas
- José Manuel Martín: El policia panameny
- Sergio Mendizábal